# Bulathkohupitiya Division
Bulathkohupitiya Division är en division i Sri Lanka.   Den ligger i distriktet Kegalle District och provinsen Sabaragamuwa, i den centrala delen av landet, 60 km öster om huvudstaden Colombo. Antalet invånare är 46 813.